# 千日戦争
千日戦争（せんにちせんそう、Guerra de los Mil Días）は、1899年から1902年までの約3年間（1095日＝365日×3）、コロンビアで行なわれた内戦である。結果的に、この戦争はアメリカ合衆国によるこの地域への政治的・軍事的介入と、1903年のパナマ独立をもたらした。

## 内戦までの経緯
コロンビアでは1819年の独立以来、中央集権の保守党と連邦主義の自由党の二大政党制による議会制民主主義体制が続いていたが、しばしば両党の対立は支持者同士による暴力的衝突を招いた。
1890年には自由党の連邦主義者による武装蜂起が発生。1895年にも同様の蜂起が起きた。1898年の総選挙は自由党のボイコットにより不成立。国民党のマニュエル・アントニオ・サンクレメンテが大統領に選出されたが、病弱のため副大統領のホセ・マヌエル・マロキンが政務を執った。

## 内戦の勃発
1899年1月、コーヒー豆の国際相場が暴落し、保守党政権は関税収益の減少を紙幣増刷で賄おうとした。その結果、国家財政は破綻し、不換紙幣の乱発によりインフレーションが加速、経済は混迷を極めた。
自由党の支持基盤であるコーヒー農家は各地で反乱を起こし、7月28日には自由党がサンタンデール県で反乱の動きを見せた。政府は戒厳令を布告したが、10月18日には自由党急進派のラファエル・ウリベ・ウリベ将軍、ベンハミン・エレーラ将軍、フスト・ドゥラン将軍らが蜂起し、千日戦争に突入する。
反乱軍はベネズエラから軍事援助を受け、12月には自由党軍が保守党政府軍を撃破。保守党は国民党と超党派連合を組み対抗し、一方、自由党穏健派は急進派との共闘を拒否した。

## 内戦の泥沼化
1900年5月25日、パロネグロの戦いで自由党軍は国民党軍に大敗。自由党軍は正規戦を断念しゲリラ戦に転換、さらに2年にわたり抵抗を続けた。保守党による自由党員弾圧が強化され、自由党ゲリラの反撃で多くの人命が失われた。
7月31日、内戦の政治的解決を図る保守党伝統派（historicos）のホルヘ・モヤ・バスケス将軍がクーデターでサンクレメンテ大統領を追放し、後任に副大統領のマロキンを据える。マロキンはいっさいの交渉を拒否、その後徹底弾圧に方針転換。
1901年11月20日、アメリカ政府は国益保護のためコロンビアに軍事干渉。
1902年6月12日、内戦の軍事解決を断念した保守党政権は自由党との和解に乗り出す。自由党員への恩赦、自由選挙、政治・財政改革を約束。
11月21日、コロンビア政府と自由党が米艦ウィスコンシンで和平協定に署名。協定に基づき、自由党指導者は投降。内戦による死者は75,000人とも150,000人とも言われる。

## アメリカ合衆国の干渉とパナマ独立
1903年1月22日、コロンビアとアメリカはヘイ・エルラン条約に調印。10,000,000ドルの和解金と年250,000ドルの使用料で100年にわたるパナマ運河の建設権および運河地帯での行政権を認める。条約更新の優先権は米国側にあり、コロンビアはアメリカ合衆国以外の国に譲渡できないとする国辱的内容だった。
8月12日、コロンビア議会はパナマ運河条約批准を否決。アメリカ合衆国はマロキン政権打倒を画策。
11月3日、アメリカ合衆国政府はパナマ地方の反乱を支援しパナマ地峡を制圧。パナマ独立記念日となる。
コロンビアでは翌年、保守党穏健派のラファエル・レイェスが大統領に当選。パナマの軍事的奪還を断念し、国内開発を進めるため1909年にアメリカ合衆国との間にトンプソン・ウルティア条約を締結する。この条約は否決されたが、以後、米国による米州地域への政治的・軍事的干渉は強まり、ラテンアメリカ諸国は「アメリカ合衆国の裏庭」と揶揄されるようになるのである。